# Automatizace, regulace a procesy
Automatizace, regulace a procesy, ve zkratce ARaP je česká technická konference, patrně nejvýznamnější v oboru automatizace. Konference navazuje na šest podobně zaměřených konferencí, které se konaly jako součást doprovodného programu veletrhu Pragoregula. Je jednou z mála konferencí, která propojuje oblast výrobní a akademické sféry. Osmý ročník konference byl prvním ročníkem, který obsahoval i přednášky v angličtině díky účasti profesora Antonia Visioliho a profesora Sebastiána Dormida. Desátého ročníku se jako speciální host zúčastnil profesor Sigurd Skogestad z Norges teknisk-naturvitenskapelige universitet.